# 深沟球轴承

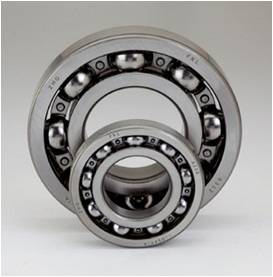
深沟球轴承

深沟球轴承（英語：Deep Groove Ball Bearing）是滚动轴承的一种，可以承受较大的径向载荷，亦可承受少量轴向载荷。其主要结构包括内圈、外圈、一组钢球与一组保持架。根据结构可分为单列与双列两种。在中国国家标准GB/T272-2017中，其类型代号为6与16。